# Mizongyi
Mízōngyì (chinesisch 迷蹤藝 / 迷踪艺 – „Fähigkeit der verirrten Spur, Kunst(fertigkeit) der verirrten Spur“) oder einfach Mízōng ist ein Stil der chinesischen Kampfkunst, der auf Täuschung und Mobilität beruht. Mizong ist auch bekannt als Mízōngquán (迷蹤拳 / 迷踪拳) und Yànqīngquán (燕青拳). Es gibt viele Unterarten dieses Stils.
Mizong Lohan (迷蹤羅漢 / 迷踪罗汉,  Mízōng luóhàn) ist eine Kombination der Stile Mízōngquán und Luóhànquán. Die Anfänge von Luóhànquán können bis auf die Shaolin-Klöster zur Zeit der Tang-Dynastie (618–907) zurückverfolgt werden.
In Nordchina wird Mizong (als äußere Kampfkunst) zur Gruppe der Changquan-Stile (長拳 / 长拳) gezählt, obwohl es manchen Traditionen zufolge eine innere Kampfkunst ist, die von Yue Fei entwickelt worden war und als ein Vorläufer des Xingyiquan gilt.

## Beschreibung
Mizong Luohan wird meist als „äußerer Stil mit ausgeprägten inneren Einflüssen“ beschrieben. Es finden sich darin viele Aspekte der nordchinesischen Kampfkunststile sowie der inneren Stile Taijiquan, Baguazhang und Xingyiquan. Charakteristisch sind irreführende Handbewegungen, komplizierte Beinarbeit, variantenreiche Fußtechniken und hohe Sprünge, die sich bei der Ausführung sehr schnell abwechseln.
Wie auch bei anderen nordchinesischen Stilen ist die Flexibilität Leitprinzip des Mizong, was insbesondere in den vielseitigen Angriffstechniken zum Ausdruck kommt. Flexibilität gilt als kraftmindernd, Mizong gleicht dies durch Dynamik aus.

## Legende
Wie bei den meisten Stilen gibt es farbenfrohe Geschichten über die Entstehung von Mizong. Eine davon erzählt von einem Tag zur Zeit der Tang-Dynastie, als ein Shaolin-Mönch in den Bergen auf eine Schar von Affen traf, die einander spielerisch jagten. Ihm fiel dabei auf, dass Bewegung und Haltung eines dominanten Affen in mancherlei Beziehung den Techniken und der Einstellung des Kung Fu sehr ähnlich waren. Beeindruckt von dem, was er sah, kehrte der Mönch ins Kloster zurück und integrierte seine neuen Erkenntnisse ins Shaolin Kung Fu. So entstand Mizong.
Eine andere Legende spielt zur Zeit der nördlichen Song-Dynastie (960–1127). Der berühmte und reiche Kung-Fu-Meister Lu Junyi lernte Mizong von Shaolin-Mönchen und lehrte es dann seinen Schüler Yan Qing. Yan Qings Meisterschaft des Mizong brachte ihm Ruhm und Ansehen ein, und er trat den Rebellen vom Liang-Schan-Moor, einer der Robin-Hood-Legende ähnlichen Bande bei, die die Reichen beraubte und den Armen half. Die Bande bestand aus 108 legendären, gegenüber dem Kaiser aufständischen Kampfkunst-Helden. Jeder von ihnen wusste um Yan Qings Können, aber keiner, welchen Stil er praktizierte. So nannten sie diesen einfach Mizong, also „verlorene Spur“. Eine Variation des Märchens schildert Yan Qing in einem Schneesturm auf der Flucht vor den Soldaten des Kaisers. Um seine Spuren zu verwischen, ging er dabei rückwärts und wedelte mit seinen Händen Schnee über seine eigenen Spuren. Zu seinem Andenken entstand so der Name „verlorene Spur“, der noch heute, um ihn zu ehren, von den Kämpfern in der chinesischen Provinz Shandong verwendet wird.

## Geschichte
Geschichtlich betrachtet liegt der Ursprung des Mizong in verschiedenen Stilen aus unterschiedlichen Regionen. Eine zentrale Bedeutung scheint dabei Sun Tung (孫通 / 孙通) aus Tai’an in der Provinz Shandong zuzukommen. Er gilt als Begründer des Stils in der Zeit von Kaiser Yongzheng (1722–1735, Qing-Dynastie). In seinen jungen Jahren lernte er einige Jahre lang Kung Fu unter Meister Chang von Shandong. Anschließend ging er auf Wanderschaft, um seine Kung-Fu-Ausbildung zu vertiefen und neue Freunde und einen Lehrer zu suchen. Schließlich traf er einen Shaolin-Priester und Kung-Fu-Meister, der während der Ming-Dynastie (1368–1644) Mitglied des Adels gewesen war und nach dem Sturz der Ming durch die Mandschu/Qing-Dynastie ins Kloster gegangen war. Dieser unterrichtete ihn mehr als zehn Jahre lang, bis er den Stil meisterlich beherrschte. Als er wieder nach Hause kam, musste er feststellen, dass ihn die Tochter seines früheren Lehrers Cheng nicht gerade willkommen hieß. So kam es, dass er letztlich nach Cangzhou in die Provinz Hebei weiter zog und dort begann, Mizong zu unterrichten. Sein guter Ruf verbreitete sich schnell, und er bekam den Spitznamen „Allmächtige Hand“. Alle modernen Stilrichtungen von Mizong werden auf ihn zurückgeführt.
Zu Beginn des 20. Jahrhunderts machte der chinesische Meister Huo Yuanjia nicht nur sich selbst, sondern auch dem Kampfstil einen Namen. Er besiegte Herausforderer aus ganz China (und dem damals als Ausland betrachteten Shanghai). Im Jahre 1909 gründete er die Jin Wu Sports Federation als ersten Kung-Fu-Verband, der öffentlich lehrte und alle Kung-Fu-Stile anerkannte.
Ein Jahrzehnt später machte Yu Yeh Teng, der ebenfalls ein großer Meister des Mizong war, durch einen Kampf auf Leben und Tod mit einer Bande Krimineller („Highway-Banditen“) auf sich aufmerksam. 1931 ging er nach Shanghai, um dort zu lehren; zwei Jahre später wurde er dann zum Cheftrainer für Shaolin-Kung-Fu der südchinesischen Sportorganisation berufen.
Der Name Mizong ist heutzutage eng mit Lu Zhen Duo (1903–1980) verbunden. Er stammte aus Cangzhou in der Provinz Hebei und begann im Alter von 7 Jahren bei Yang Kunshan mit dem Erlernen des Kung Fu (speziell Mizong-Faust- und Qingping-Schwertkampf). 1922 ging Lu Zhen Duo in den Norden Chinas. Dort lehrte er und gründete die ZhenWei Martial Arts Association. Berühmt wurde er für seine Fähigkeiten mit Langwaffen und durch seine Handflächenschläge. Später wurde er auch Leibwächter von General Zhang Xueliang, den er auch Kampftechniken lehrte. 1932 gewann er die Tiajin Wushu Challenge Competition und 1934 die chinesische Nationalmeisterschaft in zwei Disziplinen. Lu Zhen Duo praktizierte traditionelle chinesische Medizin (speziell Tuina). Als Funktionär wirkte er für die Cangzhou Wushu Association als Vizepräsident und für andere ähnliche Verbände als Cheftrainer und Berater.